# Truy xuất khách hàng tiềm năng
Truy xuất khách hàng tiềm năng là phương tiện để thu thập và theo dõi các khách hàng tiềm năng được tạo tại một sự kiện, triển lãm thương mại hoặc hội nghị. Hệ thống truy tìm khách hàng tiềm năng cung cấp cho các nhà triển lãm khả năng đo lường kết quả chống lại các mục tiêu bán hàng hoặc sự kiện và bằng cách làm như vậy, biện minh cho đầu tư về thời gian, năng lượng và ngân sách để triển lãm tại sự kiện này.
Hệ thống truy xuất khách hàng tiềm năng phổ biến nhất là trình quét huy hiệu chương trình thương mại lấy thông tin đăng ký từ huy hiệu của người tham dự. Thông tin chứa trong mã vạch hoặc số ID huy hiệu được gắn với cơ sở dữ liệu đăng ký. Khi một huy hiệu được quét, thông tin được thu thập kỹ thuật số để giúp một nhà triển lãm xây dựng một danh sách các khách hàng tiềm năng đủ điều kiện tại các sự kiện trực tiếp, thường là các triển lãm thương mại. Truy xuất khách hàng tiềm năng thu thập dữ liệu đăng ký đầy đủ của người tham dự - nó thường bao gồm quyền mua, thời gian mua, kích thước công ty và các dữ liệu hữu ích khác.
Khách hàng tiềm năng có phân loại và ghi chú giúp tạo điều kiện theo dõi. Vì truy xuất khách hàng tiềm năng là kỹ thuật số nên không có thẻ nhập thủ công nào và các khách hàng tiềm năng được tạo có thể được phân phối và chia sẻ nhanh chóng. Bằng cách này, việc truy xuất khách hàng tiềm năng có thể giúp tạo điều kiện theo dõi cho các nhà triển lãm sau sự kiện của họ. Truy xuất khách hàng tiềm năng cải thiện các phương tiện truyền thống của việc tạo khách hàng tiềm năng như thu thập danh thiếp vì các thẻ này có thể bị mất hoặc phải được nhập thủ công vào cơ sở dữ liệu trước khi có thể bắt đầu theo dõi.
Công việc của một nhà triển lãm là đạt được lợi tức đầu tư tốt nhất có thể và tận dụng các công cụ cho phép họ tìm hiểu thêm về từng người tham dự đến thăm gian hàng của họ. Truy xuất khách hàng tiềm năng cung cấp phương tiện tập hợp và phổ biến nhân khẩu học mua hữu ích từ khách hàng tiềm năng. Một lợi ích quan trọng của quản lý khách hàng tiềm năng điện tử là khả năng đính kèm phân loại cho từng khách hàng tiềm năng. Bởi vì không phải tất cả mọi người trong một triển lãm thương mại đều là khách hàng tiềm năng, thu thập thông tin quan trọng về từng nhu cầu của khách hàng tiềm năng có thể khiến khách hàng tiềm năng theo dõi hiệu quả hơn.
Vào ngày 16 tháng 3 năm 2010, ứng dụng dành cho thiết bị di động truy xuất khách hàng tiềm năng đầu tiên, iLeads, đã phát hành trực tiếp trên cửa hàng iTunes của Apple. Các ứng dụng, được phát triển bởi Bartizan Connects, đại diện cho một sự thay đổi trong ngành công nghiệp thương mại mà cho đến khi đó dựa vào cho thuê thiết bị thường khó sử dụng. Ứng dụng dành cho thiết bị di động hiện được coi là tiêu chuẩn để tìm kiếm khách hàng tiềm năng. Ứng dụng truy xuất khách hàng tiềm năng cho phép các nhà triển lãm thu thập các chương trình triển lãm thương mại bằng cách sử dụng thiết bị của riêng họ, loại bỏ nhu cầu thuê thiết bị, cắt giảm chi phí cho người tham gia sự kiện và cho phép tải xuống dữ liệu theo thời gian thực.

## Các loại công nghệ
- Mã vạch
- Thẻ từ tính
- Ứng dụng di động
- Mã QR
- RFID